# Баитова, Светлана Николаевна
Светла́на Никола́евна Баи́това (бел. Святлана Мікалаеўна Баітава; 3 сентября 1972, Могилёв, Белорусская ССР) — советская и белорусская гимнастка, олимпийская чемпионка 1988 года в командном первенстве, чемпионка мира, неоднократная чемпионка СССР. Заслуженный мастер спорта СССР (1988). Выступала за ВДФСО профсоюзов (Могилёв, Беларусь). Именные элементы Светланы Баитовой: два круга ноги вместе — один круг Деласала на бревне продольно, а также круги Деласала на вольных упражнениях, которые она исполнила раньше известной канадской гимнастки Леа Хомма.

## Достижения
- Чемпионка Олимпийских игр 1988 в командных соревнованиях
- Чемпионка мира 1989 в командных соревнованиях
- Серебряный призёр чемпионата мира 1987 в командном первенстве
- Абсолютная чемпионка СССР 1986
- Чемпионка СССР 1987 в опорном прыжке и в упражнении на бревне, 1989 в упражнении на бревне

## После завершения спортивной карьеры
С 1991 года на тренерской работе. Работает тренером-преподавателем по хореографии СДЮШОР-6 Могилёва. В Могилёве проводятся международные соревнования по спортивной гимнастике на Кубок Светланы Баитовой.

## Образование
- Белорусский государственный институт физической культуры (1994).
- Могилёвский государственный университет имени А. А. Кулешова (2002).

## Награды и звания
- Почётный гражданин города Могилёва
- За трудовую доблесть (1989)